# Бойко Дмитро В'ячеславович
Дмитро В'ячеславович Бойко (нар. 30 вересня 1981, Городня, Чернігівська область, УРСР) — український футболіст, півзахисник.

## Кар'єра гравця

### Ранні роки, «Сталь» (Алчевськ) та оренди
Футболом розпочав займатися в 1989 році в місті Городня, перший тренер — М. І. Семеняков. У ДЮФЛУ виступав у складі чернігівської «Єдності». Дорослу футбольну кар'єру розпочав у 2000 році в складі алчевської «Сталі». Дебютував у футболці «сталеварів» 28 жовтня 2000 року в нічийному (0:0) виїзному поєдинку 13-о туру Вищої ліги проти донецького «Металурга». Дмитро вийшов на поле на 84-й хвилині, замінивши Артема Лопаткіна. Дебютним голом за «Сталь» відзначився 29 жовтня 2003 року на 70-й хвилині переможного (3:0) домашнього поєдинку 1/8 фіналу кубку України проти «Оболоні». Бойко вийшов на поле на 61-й хвилині, замінивши Андрія Цвіка. Дебютним голом у Першій лізі за алчевців відзначився 2 листопада 2003 року на 9-й хвилині переможного (5:0) домашнього поєдинку 15-о туру проти «Красилів-Оболоні». Дмитро вийшов на поле в стартовому складі та відіграв увесь матч. У футболці алчевської Сталі в чемпіонатах України зіграв 49 матчів та відзначився 3-а голами, ще 6 матчів (1 гол) провів у кубку України. Також виступав за фарм клуб алчевців, Сталь-2, у Другій лізі чемпіонату України та аматорських змаганнях. На професіональному рівні за другу команду «Сталі» в чемпіонаті України провів 42 матчі та відзначився 2-а голами, ще 2 поєдинки провів у кубку України. У 2001 році провів 3 поєдинки за аматорський фарм-клуб алчевців, «Сталь-3». Окрім цього двічі відправлявся в оренду до інших команд. У 2003 році перейшов у російський клуб СКА-Енергія. Дебютував за хабаровський клуб 29 березня 2003 року в переможному (1:0) домашньому поєдинку 1-о туру Першого дивізіону проти «Волгар-Газпром». Бойко вийшов на поле на 85-й хвилині, замінивши Максима Живновицького. За російський клуб у Першому дивізіоні відіграв 4 матчі. Навесні 2004 року перейшов був орендований друголіговою дніпродзержинською «Сталлю», але за команду не грав. Єдиний поєдинок у футболці «сталеварів» провів 28 березня 2004 року. Бойко вийшов на поле в стартовому складі, а на 90-й хвилині його замінив Маслов. Дніпродзержинці в тому поєдинку здобули перемогу з рахунком 1:0.

### Повернення у «Сталь» (Дніпродзержинськ), «Гірник» та «Єдність»
У 2006 році в Бойка з алчевським клубом завершився контракт й він повернувся до іншої «Сталі», дніпродзержинської. Дебютував у футболці дніпродзержинських «сталеварів» 30 березня 2006 року в програному (0:1) домашньому поєдинку 21-о туру Першої ліги проти київського ЦСКА. Дмитро вийшов на поле на 56-й хвилині, замінивши Юрія Селезньова. Проте, як і минулого разу, цей матч виявився для Бойка єдиним у футболці «Сталі». У 2007 році перейшов до «Гірника». Дебютував у футболці криворізького клубу 25 липня 2007 року в переможному (3:0) домашньому поєдинку 1-о туру групи Б Другої ліги проти комсомольського «Гірник-спорту». Дмитро вийшов на поле в стартовому складі, а на 46-й хвилині його замінив Олексій Павелько. Єдиним голом у складі «гірників» відзначився 14 серпня 2007 року на 33-й хвилині програного (1:4) виїзного поєдинку 4-о туру групи Б Другої ліги проти армянського «Титану». Бойко вийшов на поле в стартовому складі та відіграв увесь матч. У першій частині сезону 2007/08 років у Другій лізі зіграв 16 матчів, в яких відзначився 1 голом. Під час зимової перерви цього ж сезону перебрався до іншого друголігового клубу, «Єдність» (Плиски), за який дебютував 3 квітня 2008 року в програному (0:2) виїзному поєдинку 17-о туру групи А проти тернопільської «Ниви». Дмитро вийшов на поле на 63-й хвилині, замінивши Юрія Дмитруліна. У першій половині квітня 2008 року зіграв 3 матчі за «Єдність», після чого перейшов до аматорського клубу «Полісся» (Добрянка), за який відіграв 1 матч у кубку України.

### Від'їзд за кордон та завершення кар'єри
Після «Полісся» виїхав до Естонії, де підписав контракт з представником вищого дивізіону естонського чемпіонату клубом «Калев» (Сілламяе), кольори якого захищав до 2009 року. За цей час в естонській «вишці» зіграв 24 матчі та відзначився 3-а голами. У 2010 році виїхав до екзотичного Киргизстану, де відзначився 4-а голами в футболці місцевого вищолігового клубу «Нефтчі» (Кочкор-Ата). У 2011 році переїхав до сусіднього Таджикистану, де провів 2 матчі в футболці місцевого «Худжанду». Потім повернувся в Киргизстан, де виступав за «Алай» (Ош). По ходу сезону 2012 року повернувся до України, де підсилив аматорський колектив «Авангард» (Корюківка). Футбольну кар'єру завершив 2013 року в футболці корюківської команди.

## Особисте життя
Поза межами футбольного поля полюбляє грати в більярд.